# Héria d'Altavilla
Héria d'Altavilla (in francese Héria de Hauteville; prima del 1060) fu contessa del Maine e moglie di Ugo V del Maine.

## Biografia
Figlia di Roberto il Guiscardo, duca di Puglia, Calabria e Sicilia, e della sua seconda moglie, Sichelgaita di Salerno, non si conoscono molte informazioni relative alla sua vita.
Secondo Orderico Vitale, verso il 1071 sposò Ugo V del Maine, portando con sé per il matrimonio una ricca e bella dote. È noto che Roberto pretese dai suoi vassalli più potenti di sobbarcarsi il pagamento delle fastose nozze di sua figlia Héria e di Ugo, circostanza la quale irritò molti baroni in Puglia. Era questa una consuetudine tra le comunità feudali nordiche, ma le modeste origini del Guiscardo e la sua scarsa finezza avevano fatto percepire la richiesta agli aristocratici locali alla stregua di un'imperdonabile prepotenza. Orderico Vitale testimonia che Ugo ripudiò Héria verso il 1078, e a causa di ciò Ugo fu scomunicato da papa Urbano II, portando discredito a tutti gli abitanti del nord Italia (definiti Allobrogi da Orderico Vitale).

## Matrimonio e figli
Dal matrimonio con Ugo V del Maine nacquero due (o tre) figli:
- Azzo III († dopo il 15 luglio 1142), marchese;
- Roberto (1121-1123), morto infante;
- Tancredo († dopo il 27 febbraio 1145), marchese. Esso ebbe un figlio di nome Manfredo (o Manfredino) (1145-1164).